# Emma Bucht
Emma Johanna Bucht, född 11 juni 1975 i Gustav Vasa församling i Stockholm, är en svensk regissör.
Bucht debuterade på Stockholms stadsteater 2001 med uppsättningen Bash. Sedan dess har hon bland annat regisserat Kvarteret Skatan (2007) , teaterproduktioner som När Harry mötte Sally (2006) , Riktiga män (2011), Gregorius (2011) ,  Treater (2012) och teaterversionen av filmen Rain Man (2013) . 
Hon har även regisserat en teaterversion av Alfred Hitchcocks film med samma namn, De 39 stegen (pjäs), som hade premiär hösten 2013. För Oscarsteatern iscensatte hon Ladykillers 2015. I februari 2016 designade hon Lena Philipssons show Jag är ingen älskling på Cirkus på Djurgården. September 2016 följde europapremiären på Woody Allen-musikalen Bullets over Broadway på Göta Lejon. Hon har även gjort avsnitt i den svenska humorserien Solsidan. Samt en av regissörerna bakom den omtalande svenska dramakomedin Bonusfamiljen. Hon var huvudregissör för julkalendern 2018, och hon är även en av de tre regissörerna bakom serien Sjölyckan.
År 2024 var det premiär för Buchts debut som långfilmsregissör: Nova & Alice med Hedda Stiernstedt och Josefin Asplund i huvudrollerna.

## Teater

### Regi (ej komplett)
| År   | Produktion                                 | Upphovsmän                                                                   | Teater                 |
| ---- | ------------------------------------------ | ---------------------------------------------------------------------------- | ---------------------- |
| 2005 | Nattpromenad                               | Jonas Karlsson                                                               | Stockholms stadsteater |
| 2006 | När Harry mötte Sally When Harry Met Sally | Nora Ephron Översättning Christina Herrström                                 | Stockholms stadsteater |
| 2011 | Riktiga män Certified Male                 | Scott Rankin och Glynn Nicholas Översättning Bengt Ohlsson och Henrik Dorsin | Maximteatern           |
| 2012 | Treater The Norman Conquests               | Alan Ayckbourn Översättning Göran O. Eriksson                                | Intiman                |
| 2015 | Ladykillers                                | Graham Linehan                                                               | Oscarsteatern          |
| 2016 | Bullets over Broadway                      | Woody Allen Översättning Calle Norlén                                        | Göta Lejon             |
| 2021 | Rain Man                                   | Dan Gordon Översättning Martin Luuk                                          | Oscarsteatern          |

## TV och film-regi
- 2015–2019 – Solsidan (TV-serie)
- 2017–2018 – Bonusfamiljen (TV-serie)
- 2017–2019 – Enkelstöten (TV-serie)
- 2018 – Storm på Lugna gatan (TV-serie) (Julkalender)
- 2019 – Andra åket (TV-serie)
- 2020–2021 – Sjölyckan (TV-serie)
- 2021 – Udda veckor (TV-serie)
- 2024 – Nova & Alice
- 2025 – Halva Malmö består av killar som dumpat mig (TV-serie)